# Kernkraftwerk Grand Gulf
Das Kernkraftwerk Grand Gulf (engl. Grand Gulf Nuclear Generating Station) mit einem Siedewasserreaktor, der von General Electric errichtet wurde, liegt nahe Port Gibson im Claiborne County im US-Bundesstaat Mississippi am Ostufer des Mississippi River. Der Block 1 des Kernkraftwerks ist mit einer elektrischen Nettoleistung von 1401 Megawatt einer der leistungsstärksten Reaktorblöcke der Welt und gleichzeitig der leistungsstärkste Siedewasserreaktor der Welt. (Stand Februar 2025)

## Geschichte
Eigentümer ist der Strom- und Gasversorger Entergy. Der Baubeginn war am 4. September 1974. Der Reaktor wurde am 20. Oktober 1984 in Betrieb genommen. Er wird durch zwei Seen und zusätzlich durch einen 158 Meter hohen Kühlturm gekühlt. Ursprünglich waren zwei Blöcke im Bau. Der zweite Block wurde aber aufgrund der Kernschmelze in Three Mile Island und daraus resultierender Baukostensteigerungen durch erhöhte Sicherheitsanforderungen nicht fertiggestellt. 1979 wurde der Bau unterbrochen und 1990 offiziell abgebrochen.
2002 genehmigte die Nuclear Regulatory Commission für den Reaktor eine Nettoleistungssteigerung um 1,7 % von 1210 MW auf 1232 MW. Ein Antrag auf Verlängerung der Betriebslizenz um 20 Jahre wurde vom Betreiber angekündigt und ist (Stand Oktober 2012) in Bearbeitung.
Die Anlage hat (Stand Oktober 2012) eine Betriebslizenz bis 2024.
Seit dem 22. September 2005 war geplant, an dem Standort im Rahmen des Nuclear power 2010 Programms einen Economic Simplified Boiling Water Reactor (ESBWR) zu bauen, dies ist ein weiterentwickelter Siedewasserreaktor von General Electric. Am 27. Februar 2008 beantragte Entergy eine kombinierte  Bau- und Betriebsgenehmigung und am 9. Januar 2009  eine Unterbrechung des Genehmigungsprozesses, um alternative Reaktortechnologien neu zu bewerten.

## Störfall
Im April 2011 wurde, nach schweren Regenfällen in der Region, im Maschinenhaus des nie fertig gebauten zweiten Blocks mit Tritium kontaminiertes Wasser (überschweres Wasser) gefunden, über dessen Herkunft bis heute Unklarheit herrscht.

## Daten des Reaktorblocks
Das Kernkraftwerk Grand Gulf hat einen in Betrieb befindlichen und einen verworfenen Block:
| Reaktorblock | Reaktortyp         | Netto- leistung | Brutto- leistung | Baubeginn   | Netzsyn- chronisation                                                                                 | Kommer- zieller Betrieb | Abschal- tung  |
| ------------ | ------------------ | --------------- | ---------------- | ----------- | --- | ----------------------- | -------------- |
| Grand Gulf-1 | Siedewasserreaktor | 1401 MW         | 1500 MW          | 4. Mai 1974 | 20. Oktober 1984                                                                                      | 1. Juli 1985            | (2042 geplant) |
| Grand Gulf-2 | Siedewasserreaktor | 1250 MW         |                  | 1. Mai 1974 | Bau 1986 eingestellt, Projekt am 1. Dezember 1990 abgebrochen, der Reaktor war zu 66 % fertiggestellt |                         |                |